# MDNA World Tour
Cet article concerne l'album. Pour la tournée, voir The MDNA Tour.
Albums de Madonna
MDNA
(2012) Rebel Heart
(2015)
Vidéos par Madonna
Sticky and Sweet Tour
(2010) Rebel Heart Tour
(2017)
MDNA World Tour est le quatrième album live de l'artiste américaine Madonna, sorti le 6 septembre 2013 et distribué par le label Interscope Records en double CD, DVD et Blu-ray. Il contient un des concerts de The MDNA Tour, tournée de la chanteuse permettant de promouvoir son douzième album studio, MDNA. Bien qu'émaillé de polémiques, The MDNA Tour fut un succès commercial. Le film musical fut principalement filmé pendant les concerts donnés au American Airlines Arena à Miami les 19 et 20 novembre 2012 mais il contient également des extraits d'autres concerts.
Avec les réalisateurs Danny B. Tull et Stéphane Sennour, Madonna a passé six mois à monter le film en imaginant chaque chanson qu'elle a interprété comme un mini-film. MDNA World Tour est conçu comme un documentaire fait de plusieurs concerts différents et qui insiste sur l'impact culturel de Madonna sur la nouvelle génération d'artistes. Avant sa commercialisation, le concert a été diffusé aux États-Unis sous le titre Madonna: The MDNA Tour sur la chaine musicale Epix le 22 juin 2013. Une avant-première fut organisée le même mois au Paris Theater à New York.
MDNA World Tour a reçu un accueil critique mitigé : si certains ont apprécié l'aspect très théâtral et visuel du concert, d'autres se sont plaints du manque de chansons célèbres de Madonna dans la set list. Après la sortie de l'album, la presse a révélé des problèmes de fabrication des CD et DVD, et beaucoup de personnes l'ayant acheté ont choisi de le rendre. Interscope a dû publier un communiqué annonçant le rappel des disques Blu-ray aux États-Unis.
L'album eut un succès commercial relatif : il s'est retrouvé en tête des classements en Hongrie, et dans le top 10 en Espagne, en France, en Israël, en Italie et en Russie. Aux États-Unis et au Royaume-Uni, MDNA World Tour fut un échec commercial car contrairement aux albums live précédents de Madonna, il ne s'est pas bien classé dans les charts. Cependant, le DVD du concert s'est très bien vendu et fut certifié triple disque de platine au Brésil, disque de platine au Canada et au Portugal et disque d'or en Pologne. Avec 11,000 ventes, il a pris la tête du classement Billboard Top Music Videos, la sixième vidéo consécutive de Madonna à atteindre cette place et sa dixième en général, battant son propre record.

## Conception de l'album et de la tournée

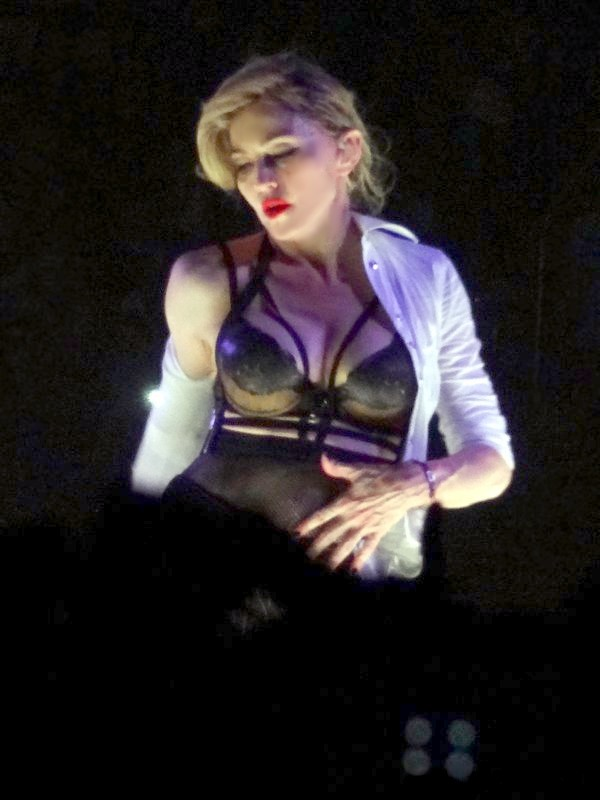
en pendant le concert de Madonna à Berlin, juin 2012

L'album MDNA est le douzième album studio de l'artiste américaine Madonna, sorti le 23 mars 2012 chez Interscope Records. La chanteuse s'est entourée de nombreux producteurs tels qu'Alle et Benny Benassi, The Demolition Crew, Free School, Michael Malih, Indiigo, William Orbit et Martin Solveig pour composer l'album. L'album, aux sonorités dance-pop, explore les thèmes de la fête et l'amour pour la musique ainsi que les peines de cœur, la revanche et la séparation, et a plutôt bien été accueilli par la critique,,. À sa sortie, MDNA se classe en première position des classements dans plus de 40 pays à travers le monde, y compris l'Australie, le Canada, l'Italie, l'Espagne, le Royaume-Uni et les États-Unis,,.
Afin de promouvoir l'album, Madonna donne une série de concerts avec The MDNA Tour, sa huitième tournée mondiale. Elle parcourt l'Amérique, l'Europe et le Moyen-Orient et se produit pour la première fois aux Émirats arabes unis, en Ukraine, en Écosse et en Colombie. En revanche, bien qu'il soit également prévu que la tournée passe par l'Australie, cette étape est ensuite annulée. Décrit par Madonna comme « [un] voyage de l'âme des ténèbres à la lumière », The MDNA Tour est divisée en quatre tableaux : Transgression, Prophétie, Masculin/Féminin et Rédemption. La tournée a été saluée par la critique,,,.

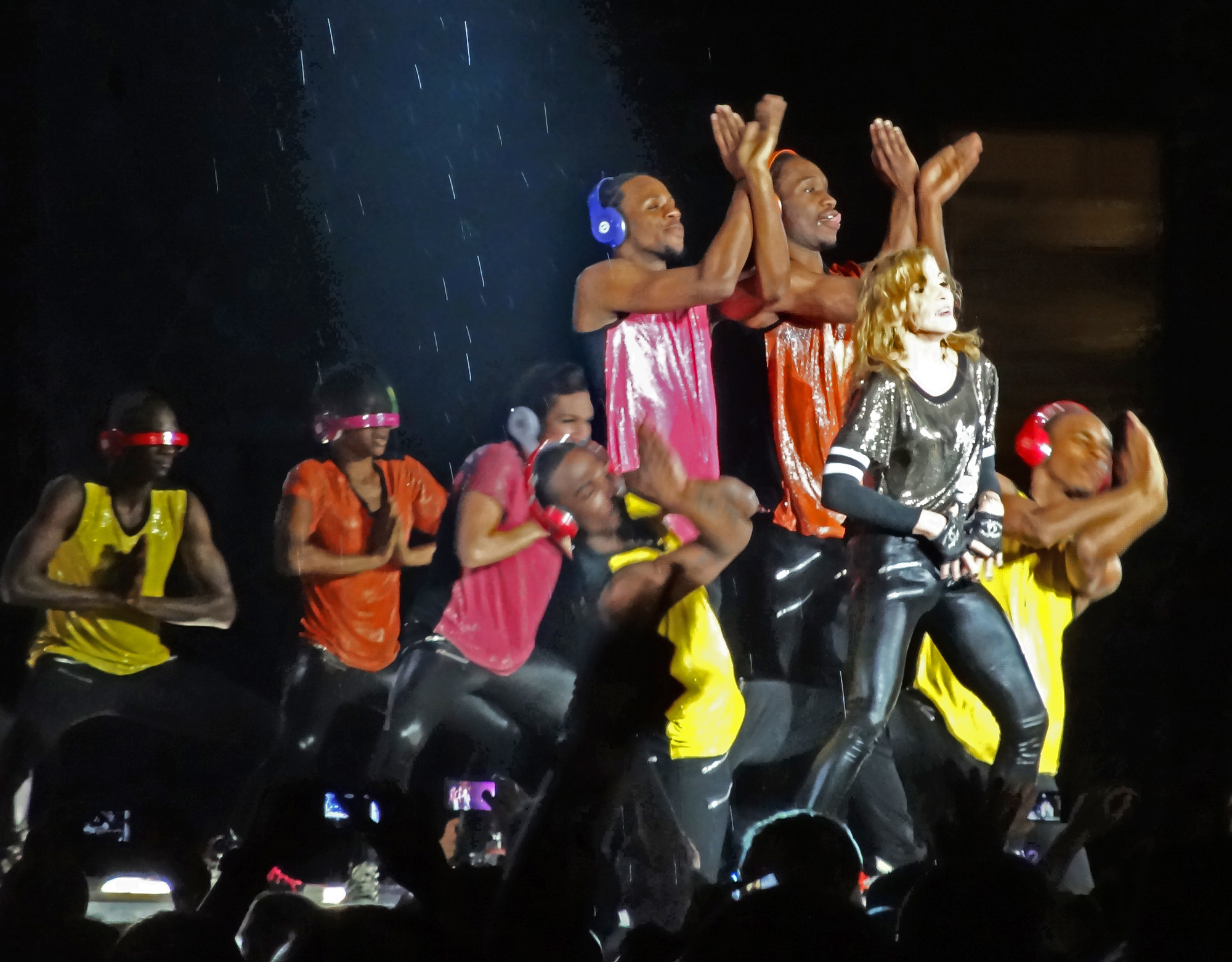
en à New York, septembre 2012

La tournée a suscité la controverse par rapport à la violence et l'usage d'armes à feu, les interventions par rapport à la politique et la défense des droits de l'homme et les moments de nudité pendant les concerts. Madonna est visée par deux plaintes, une en France pour avoir comparé Marine Le Pen à Adolf Hitler lors de son passage au stade de France et une en Russie pour avoir montré son soutien à la cause homosexuelle à Saint-Pétersbourg. Les deux plaintes ont été classées sans suite,. Malgré ces polémiques, la tournée est un succès commercial et l'intégralité des concerts ont été joués à guichets fermés : le magazine Billboard a désigné The MDNA Tour comme tournée la plus lucrative de 2012, ayant rapporté 305,2 millions de dollars pour 88 dates. C'est la 2e tournée la plus rentable pour une artiste féminine, derrière son propre Sticky and Sweet Tour (2008-2009).

## Genèse et sortie
MDNA World Tour est filmé par les réalisateurs Danny B. Tull et Stéphane Sennour, qui ont également réalisé le showcase MDNA: Live à l'Olympia pour YouTube et le documentaire Inside the DNA of MDNA,. Au départ, les concerts qui se sont déroulés en Colombie sont prévus pour être filmés mais en raison de problèmes d'emploi du temps des réalisateurs, Madonna annonce sur son site officiel que les concerts du 19 et 20 novembre à Miami, au American Airlines Arena, seront filmés pour la prochaine sortie DVD et Blu-ray.

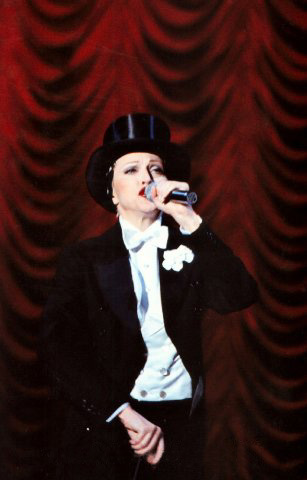
Comme lors de son en en 1993, Madonna a rendu hommage à l'actrice Marlene Dietrich lors de la première de en à New York

Lors des Billboard Music Awards en mai 2013, Madonna confirme que le montage du film musical est terminé, Billboard prédisant une sortie du produit final pour septembre 2013. Le 6 juin 2013, le site Web officiel de Madonna donne comme date officielle de sortie le 26 août 2013 chez Interscope Records, la sortie sera plus tard repoussée au 9 septembre 2013 en France et le jour suivant aux États-Unis. La vidéo contient les concerts des 19 et 20 novembre donnés au American Airlines Arena à Miami mais utilise également des extraits d'autres dates. La vidéo sert de support pour le 4e album live de Madonna, distribué en format 2CD, DVD, 2CD+DVD et Blu-ray. Danny B. Tull a décrit le processus de montage du DVD :

« Madonna a personnellement passé six mois à monter le film, éditer les séquences des 30 caméras et faire le choix décisif des extraits présents sur le DVD MDNA World Tour. Son sens artistique, sa créativité font que le montage du DVD frôle visuellement la perfection. Chaque titre est monté comme un petit film et c'est mieux que n'importe quel film en 3-D. Ça coupe le souffle ! »

Dans un article pour Entertainment Weekly, le journaliste Jeff Labrecque estime que MDNA World Tour met également en lumière l'impact qu'a eu Madonna sur la génération actuelle d'artistes, danseurs et de fans « qui refusent de se conformer par simple souci de conformité ». Par ailleurs, Danny B. Tull explique qu'il a pris les meilleurs moments des 88 concerts donnés dans le cadre de la tournée pour créer un documentaire cohérent : il rappelle qu'il y avait beaucoup d'archives de la tournée disponibles et qu'il devait trouver la prise « parfaite » pour Madonna. Il donne ainsi l'exemple de la prestation de Like a Prayer qui est composée de prises de 50 pays : « c'était vraiment intense. Je pense que je m'en suis rendu compte un jour et je me disais “Oh, mes doigts sont sur le point de tomber”. Mais ça valait le coup », conclut-il. Un premier extrait du DVD est dévoilé lors des Billboard Music Awards puis un autre fut révélé en juin 2013, montrant Madonna interprétant Give Me All Your Luvin', le premier single de MDNA, lors de la tournée,. Une autre vidéo montre Madonna faisant passer des auditions pour ses danseurs tout en interprétant une version acoustique de sa chanson de 2000, Don't Tell Me.
Avant sa commercialisation, le concert a été diffusé aux États-Unis sur la chaine musicale Epix le 22 juin 2013 sous le titre Madonna: The MDNA Tour. Le 18 juin, une avant-première est organisée au cinéma The Paris Theater à New York, où Madonna a tenu une conférence de presse en compagnie de fans et de célébrités. Un concours est organisé pour les fans américains pour gagner deux invitations et assister à l'avant-première. Madonna se rend à l'événement vêtue d'un smoking et un chapeau haut-de-forme, un hommage à l'actrice Marlene Dietrich et la tenue qu'elle portait dans son film Cœurs brûlés en 1930. Lors d'une séance de questions et réponses avec ses fans, Madonna est revenue sur les difficultés qu'elle a rencontré pendant la tournée mais qu'elle et sa troupe se faisaient violence pour se produire tous les soirs. À la fin de l'échange, Madonna révèle une bande-annonce pour son court-métrage secretprojectrevolution co-réalisé avec le photographe Steven Klein,.

## Accueil

### Critiques de la presse
Arnold Wayne Jones de Dallas Voice décerne 4 étoiles sur 5 à l'album : pour lui, MDNA World Tour « a tout de ce qui rend la Material Girl majestueuse : de l'érotisme fétichiste, des images violentes  et dérangeantes, et aussi un énorme répertoire de chansons ». Il conclut en disant que Madonna devient plus provocante que jamais avec la sortie de l'album. Avec 3,5 étoiles sur 5, Chuck Campbell de The Republic estime « qu'une femme aussi ambitieuse que Madonna ne se laissera pas être reléguée au placard » et « qu'elle vit le moment présent, se concentrant sur ses nouvelles chansons ». La critique d'Advocate est également positive, indiquant qu'avec MDNA World Tour, le « règne de Madonna sur la musique continue » tandis que Pip Ellwood d'Entertainment Focus considère que les moments forts du concert sont Human Nature et Like a Prayer, ajoutant « qu'en faisant parfaitement usage de ses danseurs, des vidéoprojecteurs et de la scène, The MDNA Tour est un des concerts les plus spectaculaires de Madonna et elle se donne sur scène avec une passion et une énergie qui l'ont toujours motivé. Si vous êtes allé au concert, achetez le DVD comme souvenir. Si ce n'est pas le cas, alors  précipitez-vous pour le regarder car ça doit être l'un des meilleurs concerts qu'elle ait donné. » Stephen Thomas Erlewine d'AllMusic octroie 3 étoiles sur 5 à l'album, ajoutant qu'« il y a des moments musicaux inattendus qui font que MDNA World Tour doit être apprécié », incluant les performances de Like a Virgin et Like a Prayer. Il juge cependant le CD live inutile car il pense que le spectacle ne prend toute sa dimension qu'avec la vidéo du concert.
Le North Jersey Media Group n'attribue que 2,5 étoiles sur 5 au DVD, expliquant que Madonna était « beaucoup trop » attachée à ses morceaux récents plutôt qu'à ses tubes célèbres. Ils ajoutent qu'« avancer péniblement à travers des morceaux trop longs et inconséquents - en partant d'un Revolver malheureusement passé au vocodeur, pour terminer avec un Celebration peu mémorable - va pousser les auditeurs à se demander pourquoi tellement de hits sont seulement mentionnés, voire ignorés. » La critique de Kevin Taft, pour le site Edge on the Net, est globalement négative : il note que la voix de Madonna est tellement trafiquée qu'elle parait désincarnée et ne correspond pas à ses mouvements de lèvres. Il se dit « choqué » que le CD live contienne les mêmes chansons au mixage hasardeux. Il explique que « le choix de réduire le volume de la piste d'accompagnement au maximum n'aide pas vraiment non plus, Madonna a l'air d'être sur scène dans un cabaret avec un orchestre de 5 personnes. Madonna a passé six mois à s'occuper du montage de son concert, on aurait également voulu qu'elle synchronise sa voix avec ses lèvres. » Il salue cependant la qualité du concert en général.
Lors d'un chat organisé sur Reddit, Madonna revient des problèmes concernant les DVD et disques Blu-ray en Europe, se disant « horrifiée » à cause des erreurs en question et que sa maison de disques allait y remédier. Elle conclut en rappelant que « j'ai passé six mois à monter et mixer le DVD, la dernière chose que je veux entendre est que mes fans ne récoltent pas les fruits de mon dur labeur. » Le 23 septembre 2013, Interscope Records publie un communiqué annonçant qu'ils rappellent les disques Blu-ray sortis aux États-Unis, après avoir reçu de nombreuses plaintes concernant des défauts sur la piste audio, ajoutant qu'un « défaut de fabrication » en est à l'origine. En outre, cette erreur relève d'un problème de configuration pendant la conception du DVD/Blu-ray.

### Classements
Aux États-Unis, MDNA World Tour n'a pas réussi à se classer dans le top 40 du Billboard 200, contrairement à ses albums live précédents, pointant à la 90e place avec 4000 copies vendues, son 26e album dans ce classement,. Cependant, le DVD s'est hissé à la tête du classement Top Music Videos la semaine du 15 septembre 2013 avec 11 000 copies vendues, devenant son sixième no 1 consécutif et sa dixième vidéo à atteindre la tête de ce classement. MDNA World Tour est le dixième contenu vidéo de Madonna arrivant en tête de ce classement, succédant à la compilation de vidéo-clips Madonna (4 semaines en 1985), Live: The Virgin Tour (10 semaines en 1986), Ciao, Italia!: Live from Italy (8 semaines en 1988), The Immaculate Collection (4 semaines en 1991), Drowned World Tour 2001 (en) (1 semaine en 2001), I'm Going to Tell You a Secret (2 semaines en 2006), The Confessions Tour (2 semaines en 2007), Celebration: The Video Collection (1 semaine en 2009) et Sticky and Sweet Tour (1 semaine en 2010). Keith Caulfield de Billboard nota que l'entrée de l'album dans le Billboard 200 s'est faite avec des ventes plus faibles que l'album live précédent de Madonna, Sticky and Sweet Tour, qui s'était classé à la dixième place du classement avec 28 000 copies et à la tête du classement Top Music Videos avec 5 000 DVD vendus. Il estima que ces chiffres faibles pouvaient s'expliquer par le fait que MDNA World Tour n'était disponible que sur support numérique et CD à la demande sur Amazon.com et que si l'album avait été disponible en format CD+DVD et/ou CD ou Blu-ray, les ventes auraient été plus importantes. La semaine suivante, l'album resta à la tête du classement Top Music Videos avec 3 000 copies supplémentaires vendues. Selon le magazine Billboard, MDNA World Tour est le 29e DVD musical le mieux vendu en 2013.
La revue britannique Music Week prédit que MDNA World Tour entrerait à la 37e position du UK Albums Chart mais l'album fit finalement son entrée à la 55e place du classement avec 1,759 ventes et débuta à la première place du classement DVD avec 5,599 copies vendues,,. MDNA World Tour est le premier album live de Madonna à ne pas atteindre le top 20 du classement, après le classement en 18e place d'I'm Going to Tell You a Secret en 2006 (14,449 ventes), 7e place de The Confessions Tour en 2007 (22,227 ventes) et en 17e place avec Sticky and Sweet Tour en 2010 (12,405 ventes). L'album s'est le mieux classé en Hongrie, où il atteignit la première place du classement. Il a atteint le top 10 en Espagne, en France, en Israël, en Italie et en Russie, et le top 20 en Pologne et au Portugal mais il a culminé à la 116e place en Flandre, son pire classement en Europe. Le DVD s'est mieux vendu et a pris la tête des classements de 17 pays. En Australie, l'album ne fut pas autorisé à se classer dans l'ARIA Albums Chart mais fut no 1 dans le classement DVD pour la semaine du 16 septembre 2013.

## Listes des morceaux
| Disque 1 | Disque 1                                              | Disque 1 | Disque 1                     | Disque 1 | Disque 1 | Disque 1 | Disque 1 | Disque 1 | Disque 1 |
| No       | Titre                                                 | Auteur | Sample(s)                    | Durée    |          |          |          |          |          |
| -------- | ----------------------------------------------------- | --- | ---------------------------- | -------- | -------- | -------- | -------- | -------- | -------- |
| 1.       | Virgin Mary (intro)                                   | |                              | 5:46     |          |          |          |          |          |
| 2.       | Girl Gone Wild                                        | Madonna, Jenson Vaughan, Alle Benassi, Benny Benassi                                                                                   | Material Girl / Give It 2 Me | 3:58     |          |          |          |          |          |
| 3.       | Revolver (feat. Lil Wayne)                            | Madonna, Dwayne Carter, Justin Franks, Carlos Battey, Steven Battey, Brandon Kitchen                                                   |                              | 3:52     |          |          |          |          |          |
| 4.       | Gang Bang                                             | Madonna, William Orbit, Priscilla Hamilton, Keith Harris, Jean-Baptiste Kouame, Michael Penniman, Demacio Castellon, Stephen Kozmeniuk |                              | 5:54     |          |          |          |          |          |
| 5.       | Papa Don't Preach                                     | Brian Elliot, Madonna |                              | 1:50     |          |          |          |          |          |
| 6.       | Hung Up                                               | Madonna, Stuart Price, Benny Andersson, Björn Ulvaeus                                                                                  | Girl Gone Wild               | 3:47     |          |          |          |          |          |
| 7.       | I Don't Give A (feat. Nicki Minaj)                    | Madonna, Martin Solveig, Onika Maraj, Julien Jabre                                                                                     |                              | 5:27     |          |          |          |          |          |
| 8.       | Best Friend (interlude vidéo)                         | Madonna, A. Benassi, B. Benassi | Heartbeat                    | 3:19     |          |          |          |          |          |
| 9.       | Express Yourself                                      | Madonna, Stephen Bray | She's Not Me                 | 4:06     |          |          |          |          |          |
| 10.      | Give Me All Your Luvin' (feat. Nicki Minaj et M.I.A.) | Madonna, Solveig, Maraj, Mathangi « Maya » Arulprasagam, Michael Tordjman                                                              |                              | 4:12     |          |          |          |          |          |
| 11.      | Turn Up the Radio                                     | Madonna, Solveig, Tordjman, Jade Williams                                                                                              |                              | 3:58     |          |          |          |          |          |
| 12.      | Open Your Heart (avec le trio Kalakan)                | Madonna, Gardner Cole, Peter Rafelson                                                                                                  |                              | 8:52     |          |          |          |          |          |
| 13.      | Masterpiece                                           | Madonna, Julie Frost, Jimmy Harry |                              | 4:32     |          |          |          |          |          |
| 59:33    |                                                       | |                              |          |          |          |          |          |          |

| Disque 2 | Disque 2                          | Disque 2                                                                     | Disque 2                                 | Disque 2 | Disque 2 | Disque 2 | Disque 2 | Disque 2 | Disque 2 |
| No       | Titre                             | Auteur                                                                       | Sample(s)                                | Durée    |          |          |          |          |          |
| -------- | --------------------------------- | ---------------------------------------------------------------------------- | ---------------------------------------- | -------- | -------- | -------- | -------- | -------- | -------- |
| 1.       | Justify My Love (interlude vidéo) | Lenny Kravitz, Ingrid Chavez, Madonna                                        |                                          | 3:34     |          |          |          |          |          |
| 2.       | Vogue                             | Madonna, Shep Pettibone                                                      |                                          | 4:08     |          |          |          |          |          |
| 3.       | The Erotic Candy Shop             | Madonna, Pharrell Williams, Michael Kelly                                    | Candy Shop / Ashamed of Myself / Erotica | 4:40     |          |          |          |          |          |
| 4.       | Human Nature                      | Madonna, Dave Hall, Shawn McKenzie, Kevin McKenzie, Milo Deering             |                                          | 4:08     |          |          |          |          |          |
| 5.       | Like a Virgin Waltz               | Billy Steinberg, Tom Kelly, Abel Korzeniowski                                | Like a Virgin / Evgeni's Waltz           | 5:15     |          |          |          |          |          |
| 6.       | Love Spent                        | Madonna, Orbit, Ryan Buendia, Kouame, Hamilton, Alain Whyte, Michael McHenry |                                          | 4:48     |          |          |          |          |          |
| 7.       | Nobody Knows Me (interlude vidéo) | Madonna, Mirwais Ahmadzaï                                                    |                                          | 3:36     |          |          |          |          |          |
| 8.       | I'm Addicted                      | Madonna, A. Benassi, B. Benassi                                              |                                          | 4:42     |          |          |          |          |          |
| 9.       | I'm a Sinner                      | Madonna, Orbit, Kouame                                                       | Cyberraga                                | 6:45     |          |          |          |          |          |
| 10.      | Like a Prayer                     | Madonna, Patrick Leonard                                                     |                                          | 6:10     |          |          |          |          |          |
| 11.      | Celebration                       | Madonna, Paul Oakenfold, Ian Green, Ciaran Gribbin                           | Girl Gone Wild / Give It 2 Me            | 7:24     |          |          |          |          |          |
| 55:10    |                                   |                                                                              |                                          |          |          |          |          |          |          |

Notes
1. 1 2  paroles additionnelles par
2. ↑  Express Yourself contient également un extrait de la chanson Born This Way de Lady Gaga mais son usage n'est pas mentionné dans le livret de l'album

- Crédits adaptés du livret de l'album[62].

## Crédits et personnel
- Réalisateurs : Danny B. Tull, Stéphane Sennour
- Metteur en scène : Michel Laprise
- Directeur musical : Kevin Antunes
- Société de production : Semtex Films
- Productrice : Madonna
- Producteurs délégués : Guy Oseary, Arthur Fogel
- Directeur de la photographie : Mark Ritchie
- Montage : Madonna, Danny B. Tull
- Costumes : Arianne Phillips, Jean Paul Gaultier, Riccardo Tisci

Crédits issus de l'album MDNA World Tour:

## Classements et certifications
| Classement (2013)             | Meilleure position |
| ----------------------------- | ------------------ |
| Belgique (Flandre Ultratop)   | 116                |
| Belgique (Wallonie Ultratop)  | 24                 |
| Espagne (Promusicae)          | 4                  |
| États-Unis (Billboard 200)    | 90                 |
| France (SNEP)                 | 6                  |
| Grèce (IFPI)                  | 25                 |
| Hongrie (Mahasz)              | 1                  |
| Irlande (IRMA)                | 66                 |
| Israël (Media Forest)         | 4                  |
| Italie (FIMI)                 | 2                  |
| Pays-Bas (Mega Album Top 100) | 50                 |
| Pologne (ZPAV)                | 11                 |
| Portugal (AFP)                | 18                 |
| Royaume-Uni (UK Albums Chart) | 55                 |
| Russie (Tophit)               | 4                  |

| Classement (2013)                  | Meilleure position |
| ---------------------------------- | ------------------ |
| Australie (ARIA)                   | 1                  |
| Autriche (Ö3 Austria Top 40)       | 1                  |
| Belgique (Flandre Ultratop)        | 1                  |
| Belgique (Wallonie Ultratop)       | 1                  |
| Brésil (ABPD)                      | 1                  |
| Danemark (Tracklisten)             | 1                  |
| Espagne (Promusicae)               | 1                  |
| États-Unis (Billboard)             | 1                  |
| Finlande (Suomen virallinen lista) | 1                  |
| France (SNEP)                      | 1                  |
| Irlande (IRMA)                     | 3                  |
| Israël (Media Forest)              | 1                  |
| Italie (FIMI)                      | 1                  |
| Japon (Oricon)                     | 44                 |
| Pays-Bas (Mega Album Top 100)      | 1                  |
| Portugal (AFP)                     | 1                  |
| Royaume-Uni (UK Music Video Chart) | 1                  |
| Suisse (Schweizer Hitparade)       | 1                  |
| Taïwan (G-Music)                   | 2                  |

| Classement (2013) | Meilleure position |
| ----------------- | ------------------ |
| Japon (Oricon)    | 70                 |

| Classement (2013)                                              | Position |
| -------------------------------------------------------------- | -------- |
| Hongrie (Mahasz) Basé sur les ventes                           | 78       |
| Hongrie (Mahasz) Basé sur le positionnement dans le classement | 89       |

| Classement (2013)                  | Position |
| ---------------------------------- | -------- |
| Argentine (CAPIF) Edition standard | 3        |
| Argentine (CAPIF) Edition DVD+2CD  | 9        |
| Belgique (Flandre Ultratop)        | 11       |
| Belgique (Wallonie Ultratop)       | 4        |
| Brésil (ABPD)                      | 15       |
| États-Unis (Billboard)             | 29       |
| Italie (FIMI)                      | 3        |
| Pays-Bas (Mega Album Top 100)      | 24       |

| Classement (2014)            | Position |
| ---------------------------- | -------- |
| Belgique (Flandre Ultratop)  | 41       |
| Belgique (Wallonie Ultratop) | 20       |
| Italie (FIMI)                | 19       |

| Pays           | Certification | Ventes |
| -------------- | ------------- | ------ |
| Portugal (AFP) | 1 × Or        | 10 000 |

| Pays                  | Certification | Ventes |
| --------------------- | ------------- | ------ |
| Brésil (ABPD)         | 3 × Platine   | 90 000 |
| Canada (Music Canada) | 1 × Platine   | 10 000 |
| Pologne (ZPAV)        | 1 × Or        | 5 000  |
| Portugal (AFP)        | 1 × Platine   | 8 000  |

## Historique de sortie
| Pays        | Date              | Format                                 |
| ----------- | ----------------- | -------------------------------------- |
| Australie   | 6 septembre 2013  | DVD, Blu-ray, 2CD, DVD+2CD             |
| Allemagne   | 6 septembre 2013  | DVD, Blu-ray, 2CD, DVD+2CD             |
| France      | 9 septembre 2013  | DVD, Blu-ray, 2CD, DVD+2CD             |
| Royaume-Uni | 9 septembre 2013  | DVD, Blu-ray, 2CD, DVD+2CD             |
| États-Unis  | 10 septembre 2013 | DVD, Blu-ray, CD-R, album numérique    |
| Mexique     | 13 septembre 2013 | DVD, Blu-ray, DVD+2CD, album numérique |
| Brésil      | 25 septembre 2013 | DVD, Blu-ray, DVD+2CD, album numérique |